# John Browne (1er marquis de Sligo)
Pour les articles homonymes, voir John Browne (homonymie) et Browne.
John Denis Browne (11 juin 1756 - 2 janvier 1809) est un pair britannique et irlandais. Il est titré vicomte Westport jusqu'en 1780 où il est titré marquis de Sligo.

## Biographie
Il est le fils de Peter Browne (2e comte d'Altamont), et de son épouse Elizabeth Kelly, fille de Denis Kelly, juge en chef de la Jamaïque.
Il est titré vicomte Westport de 1771 à 1780 et connu sous le nom de John Browne, 3e comte d'Altamont de 1780 à 1800. Il représente Jamestown à la Chambre des communes irlandaise de 1776 à 1780, puis devient comte d'Altamont. Il est haut-shérif de Mayo en 1779. Il est marquis de Sligo le 29 décembre 1800 et nommé chevalier de l'Ordre de Saint-Patrick le 5 août 1800.

## Famille
Il épouse, le 21 mai 1787, Lady Louisa Catherine Howe, fille de Richard Howe, 1er comte Howe et de Mary Hartop. Ils ont un fils :
- Howe Browne, 2e marquis de Sligo (18 mai 1788 - 26 janvier 1845) épouse Lady Hester de Burgh (16 janvier 1800 - 17 février 1878), dont descendance.

## Distinctions

### Décorations
Ordre de Saint Patrick (5 août 1800)